# ثعلب داروين
ثعلب داروين (الاسم العلمي: Lycalopex fulvipes) (بالإسبانية:  Zorro de Darwin)‏ من الأنواع المهددة بالانقراض، يعيش في جزيرة شيلوي وحديقة ناويل بوتا الوطنية في تشيلي. وبما أن موطنه الأصلي هو تشيلي لذا فإن التسمية الإسبانية شائعة. تم اكتشاف هذا النوع على يد عالم التاريخ الطبيعي تشارلز داروين ولذا سمي بهذا الاسم.